# Leeds United LFC
Leeds United Ladies Football Club är en engelsk damfotbollsklubb från  Leeds, West Yorkshire.
De spelar i FA Women's Premier League National Division där de kom på andra plats säsongen 2011/2012. Samma säsong nådde de även finalen i FA Women's Premier League Cup där de dock förlorade mot Sunderland WFC med 1-2.